# Oceanisch kampioenschap hockey 2003
De derde editie van het Oceanisch kampioenschap hockey werd in 2003 gehouden. Zowel bij de mannen als vrouwen namen enkel Australië en Nieuw-Zeeland deel. De mannen troffen elkaar drie keer in de Nieuw-Zeelandse steden Christchurch en Wellington. De vrouwen drie keer in het Australische Melbourne en in Nieuw-Zeeland in Auckland en Whangarei. In beide toernooien won  Australië waarmee de teams zich tegelijkertijd plaatste voor de Olympische Spelen 2004.

## Mannen
| Team          | GS | W | G | V | DV | DT | DS | Ptn |
| ------------- | -- | - | - | - | -- | -- | -- | --- |
| Australië     | 3  | 3 | 0 | 0 | 12 | 7  | +5 | 9   |
| Nieuw-Zeeland | 3  | 0 | 0 | 3 | 7  | 12 | -5 | 0   |

| 17 september 2003 |       |           |              |
| Nieuw-Zeeland     | 3 – 4 | Australië | Christchurch |
|                   |       |           | Christchurch |

| 20 september 2003 |       |           |            |
| Nieuw-Zeeland     | 3 – 4 | Australië | Wellington |
|                   |       |           | Wellington |

| 21 september 2003 |       |           |            |
| Nieuw-Zeeland     | 1 – 4 | Australië | Wellington |
|                   |       |           | Wellington |

Eindrangschikking
| Rang   | Land          |
| ------ | ------------- |
| Goud   | Australië     |
| Zilver | Nieuw-Zeeland |

## Vrouwen
| Team          | GS | W | G | V | DV | DT | DS  | Ptn |
| ------------- | -- | - | - | - | -- | -- | --- | --- |
| Australië     | 3  | 3 | 0 | 0 | 10 | 0  | +10 | 9   |
| Nieuw-Zeeland | 3  | 0 | 0 | 3 | 0  | 10 | -10 | 0   |

| 25 mei 2003 |       |               |           |
| Australië   | 2 – 0 | Nieuw-Zeeland | Melbourne |
|             |       |               | Melbourne |

| 29 mei 2003   |       |           |          |
| Nieuw-Zeeland | 0 – 2 | Australië | Auckland |
|               |       |           | Auckland |

| 31 mei 2003   |       |           |           |
| Nieuw-Zeeland | 0 – 6 | Australië | Whangarei |
|               |       |           | Whangarei |

Eindrangschikking
| Rang   | Land          |
| ------ | ------------- |
| Goud   | Australië     |
| Zilver | Nieuw-Zeeland |

Australië (m, v) & Nieuw-Zeeland (v) 1999 · 
Australië (m) & Nieuw-Zeeland (v) 2001 · 
Australië (m) & Nieuw-Zeeland (m, v) 2003 · 
Suva (m) & Australië (v) & Nieuw-Zeeland (v) 2005 · 
Buderim 2007 · 
Invercargill 2009 · 
Hobart 2011 · 
Stratford 2013 · 
Stratford 2015 · 
Sydney 2017 · 
Rockhampton 2019